# Alfred Sasse

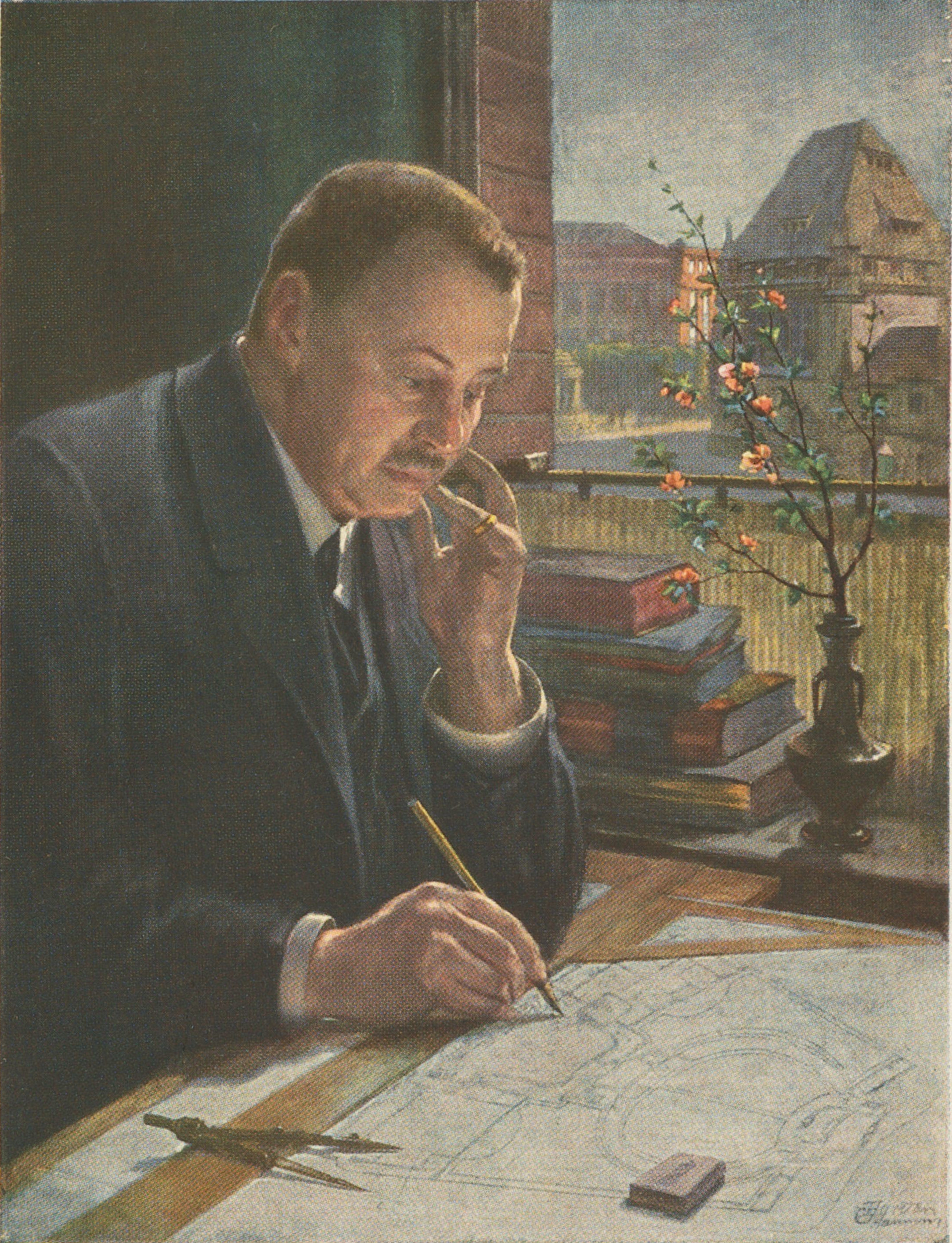
„Bei der Arbeit“; Porträt Sasses nach dem Gemälde von Ernst Jordan

Alfred Sasse (geboren 21. April 1870 in Hannover; gestorben 10. August 1937 ebenda) war ein deutscher Architekt.

## Leben

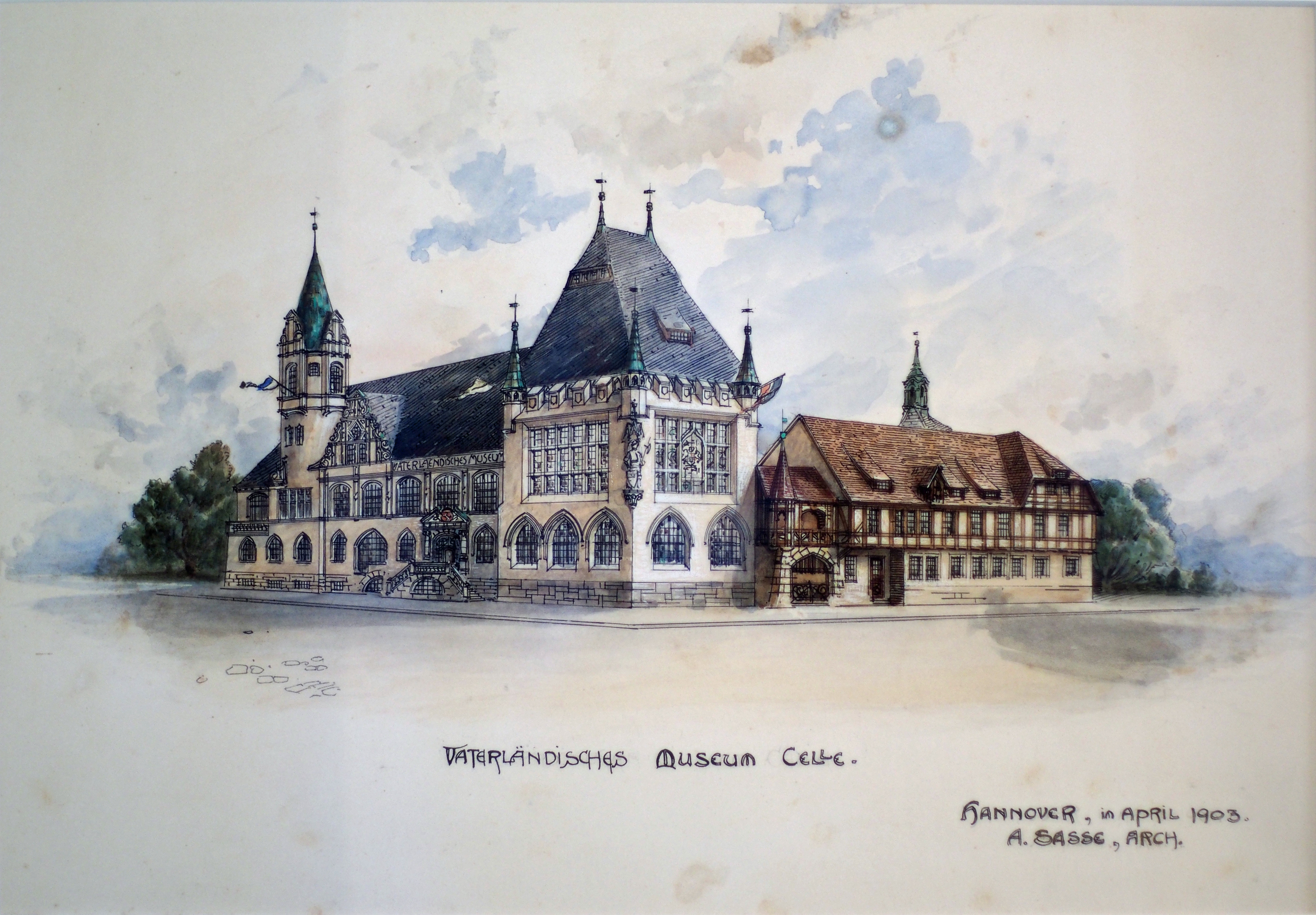
Zeichnung des „Vaterländischen Museums“, heute Bomann-Museum, in Celle

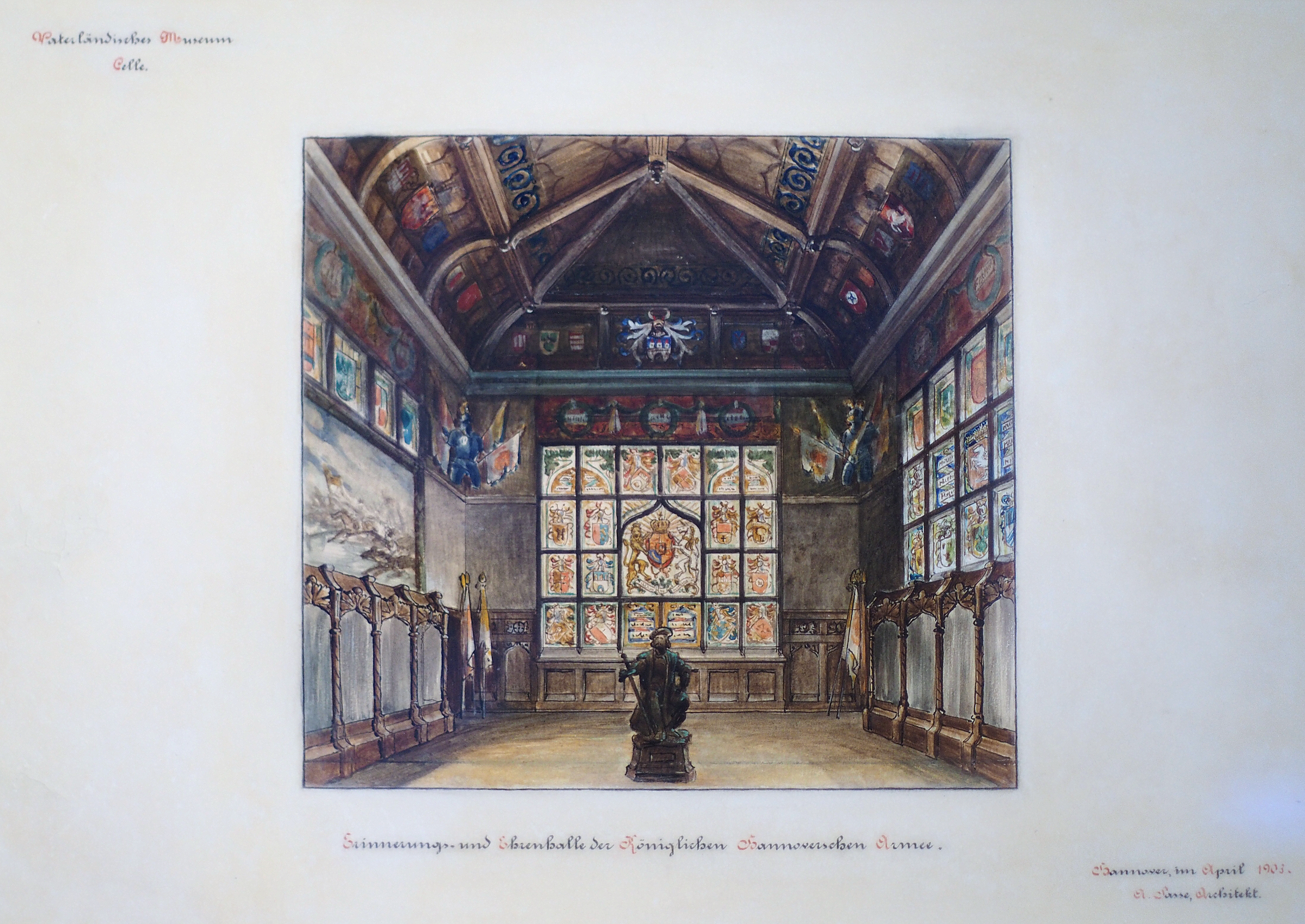
Zeichnung der Erinnerungs- und Ehrenhalle der Königlichen Hannoverschen Armee im Vaterländischen Museum

Alfred Sasse absolvierte zunächst eine Ausbildung an der Baugewerkschule Buxtehude und am Technikum Strelitz. Anschließend studierte er von 1892 bis 1896 an der Technischen Hochschule Hannover. 1896 wurde Sasse dort Mitglied der Bauhütte zum weißen Blatt.
Insbesondere für die um 1900 erbauten Schulgebäude in der seinerzeit noch selbständigen Stadt Linden erhielt Sasse, ebenso wie sein Kollege Carl Arend, seine Aufträge durch den Lindener Stadtbaurat Georg Fröhlich.
Über den vielbeschäftigten Architekten, der neben Wohnhäusern, Schulen, Industriebauten auch zahlreiche Kirchen-, Bank- und Sparkassen-Gebäude schuf, sagten seine Zeitgenossen: „Max Küster baut für die ganze Welt, Alfred Sasse für die halbe.“
Von Sasse sind auch städtebauliche Planungen bekannt, so gestaltete er beispielsweise 1910 – nach Rückbau des Gleiskörpers – den Küchengartenplatz als repräsentativen Eingang nach Linden gegenüber der Leinertbrücke.

## Nachlass
Der Nachlass von Alfred Sasse wird zum Teil in der Technischen Informationsbibliothek, zum Teil im Hauptstaatsarchiv Hannover aufbewahrt. Darüber hinaus sind Entwürfe Sasses im Architekturmuseum der Technischen Universität Berlin vorhanden und online einsehbar (vergleiche Weblinks).

## Bauwerke (unvollständig)
- 1896: Kunstdüngerfabrik Ronnenberg
- 1897: Gaststätte Ahlemer Turm[1]
- 1898: Wohn- und Geschäftshaus Falkenstraße 21/21a in Linden-Mitte[1]
- 1900: gemeinsam mit anderen Architekten Planung der Villenkolonie Waldheim[1] für den Beamten-Wohnungsverein für Hannover und Umgegend[5]
- 1901–1904: Fassadengestaltung der Humboldtschule in Linden, Beethovenstraße 5 (Grundrisse von Stadtbaurat Georg Fröhlich)[1]
- 1903–1904: Bismarcksäule in Hannover[6]
- 1903–1904: Kaiserhaus am Thielenplatz in Hannover[1]
- 1905–1906: Rathaus in Bückeburg[7]
- 1903–1907: „Vaterländisches Museum“ (und Umgestaltung Löwen-Apotheke) in Celle[1]

Hermann Löns nannte das Gebäude des Museums, bei dem alle in Celle vorhandenen Architekturstile vereint wurden, einen „veritablen Architekturpudding“
- 1906: Papierlagerhaus Biermann in Hannover, Herrenstraße 8[1]
- 1910: Gestaltung des Küchengartenplatzes gegenüber der Leinertbrücke[4]
- 1910–1913: Wohn- und Geschäftshaus für die Gewerbe- und Landwirtschaftsbank eGmbH in Kyritz, Am Marktplatz 2
- 1913: Wiederaufbau der Dionysiuskirche in Debstedt[8]
- 1913–1914: Rathaus in Buxtehude[9]

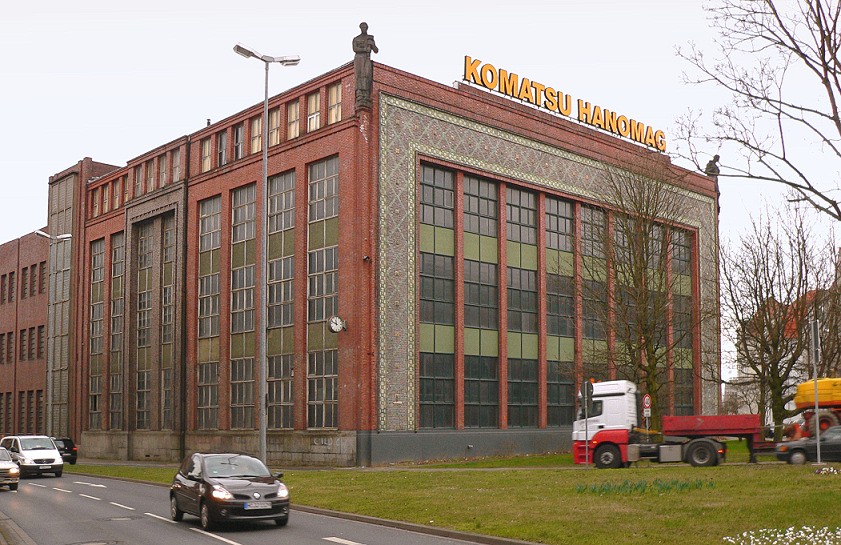
Kanonenwerkstatt der Hanomag in Hannover-Linden-Süd, 1916

- 1916: Kanonenwerkstatt der Hanomag in Hannover-Linden-Süd, Deisterplatz[1]

Während des Ersten Weltkriegs entstand in „pathetischer Sachlichkeit“ die Kanonenwerkstatt, ein durchweg in Eisenkonstruktion ausgeführtes Fabrikgebäude mit Flachdach. Es passte sich mit den asymmetrischen Flügeln den Straßenverläufen an und war rückseitig mit Ziegelausfachung und großen Fensterflächen versehen. Die im Stadtbild wirksame Fassade am Deisterplatz (Nordseite) hingegen erhielt eine „architektonisch massive Ausgestaltung“ mit einer drei Geschosse hohen Kolossalgliederung, darüber ein abschließendes Gesims, umlaufende Einfassung mit farbigen Fliesen und Produkt-Darstellungen in Majolika, an den Gebäudeecken zwei männliche Personifikationen „Industrie“ und „Arbeit“ der Bildhauer Werner Hantelmann und Georg Herting.
- 1912–1923: St.-Michaelis-Kirche in Schnega
- 1923–1924: Hylliger Born, Brunnentempel und Wandelhalle in Bad Pyrmont[11]

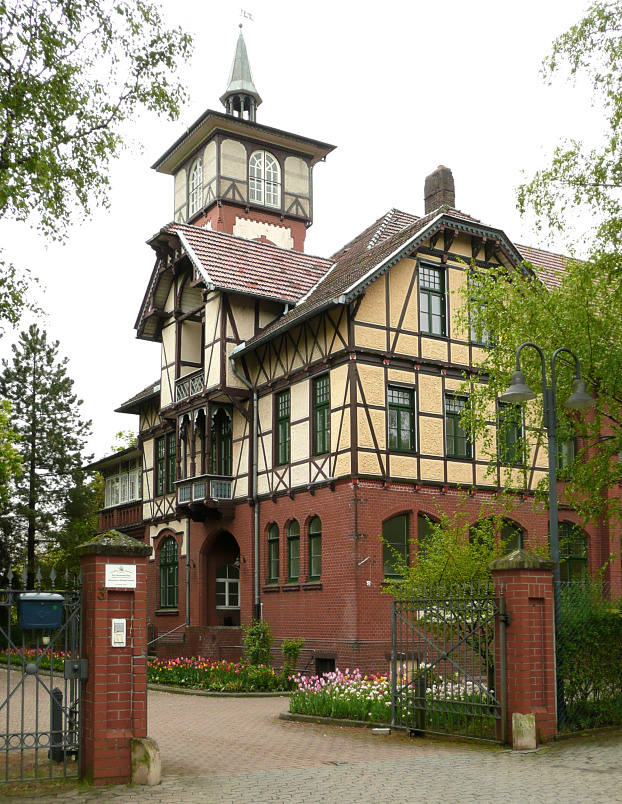
Gaststätte „Ahlemer Turm“, 1897
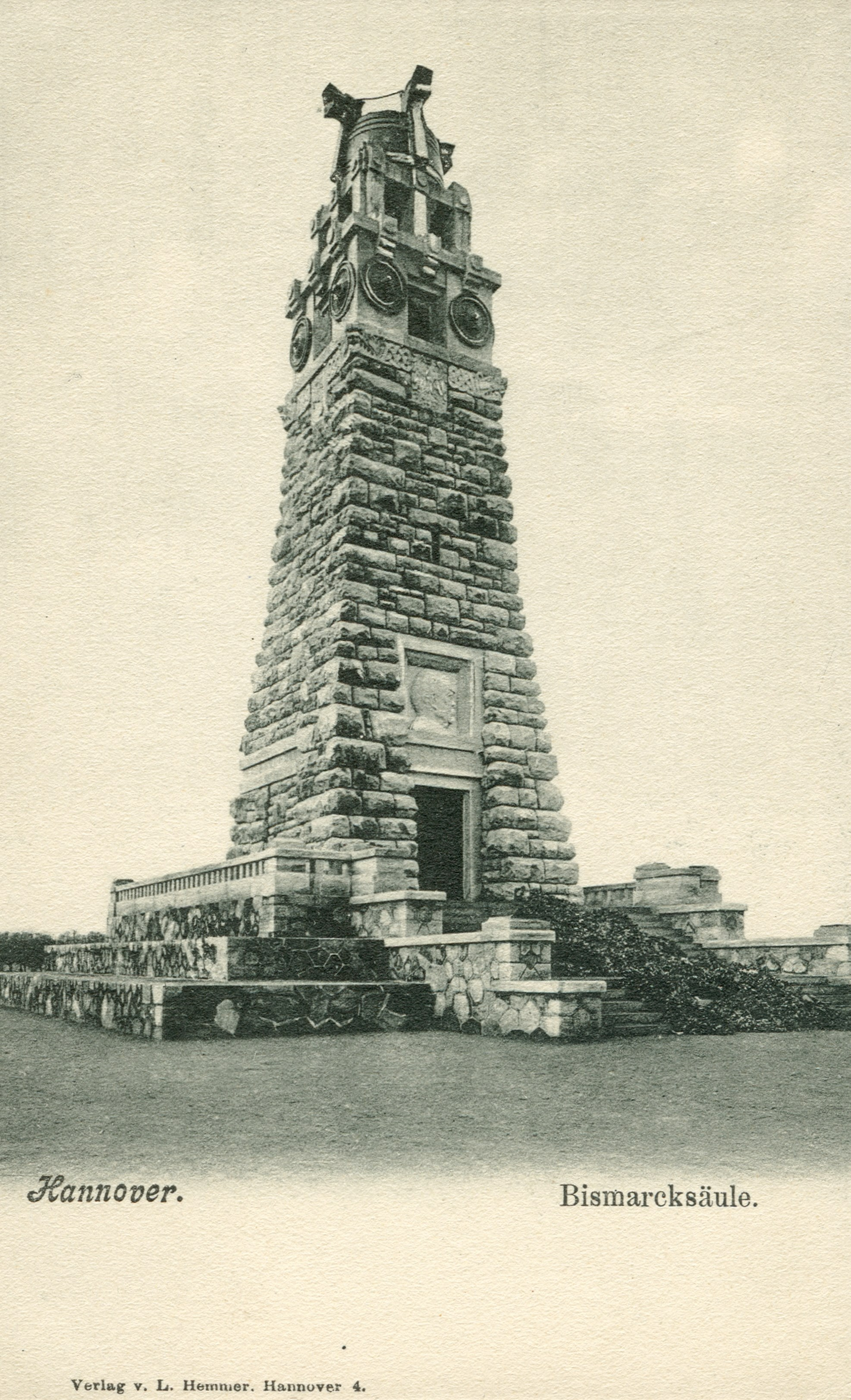
Bismarcksäule in Hannover, 1903–1904
„Vaterländisches Museum“ in Celle, 1903–1907
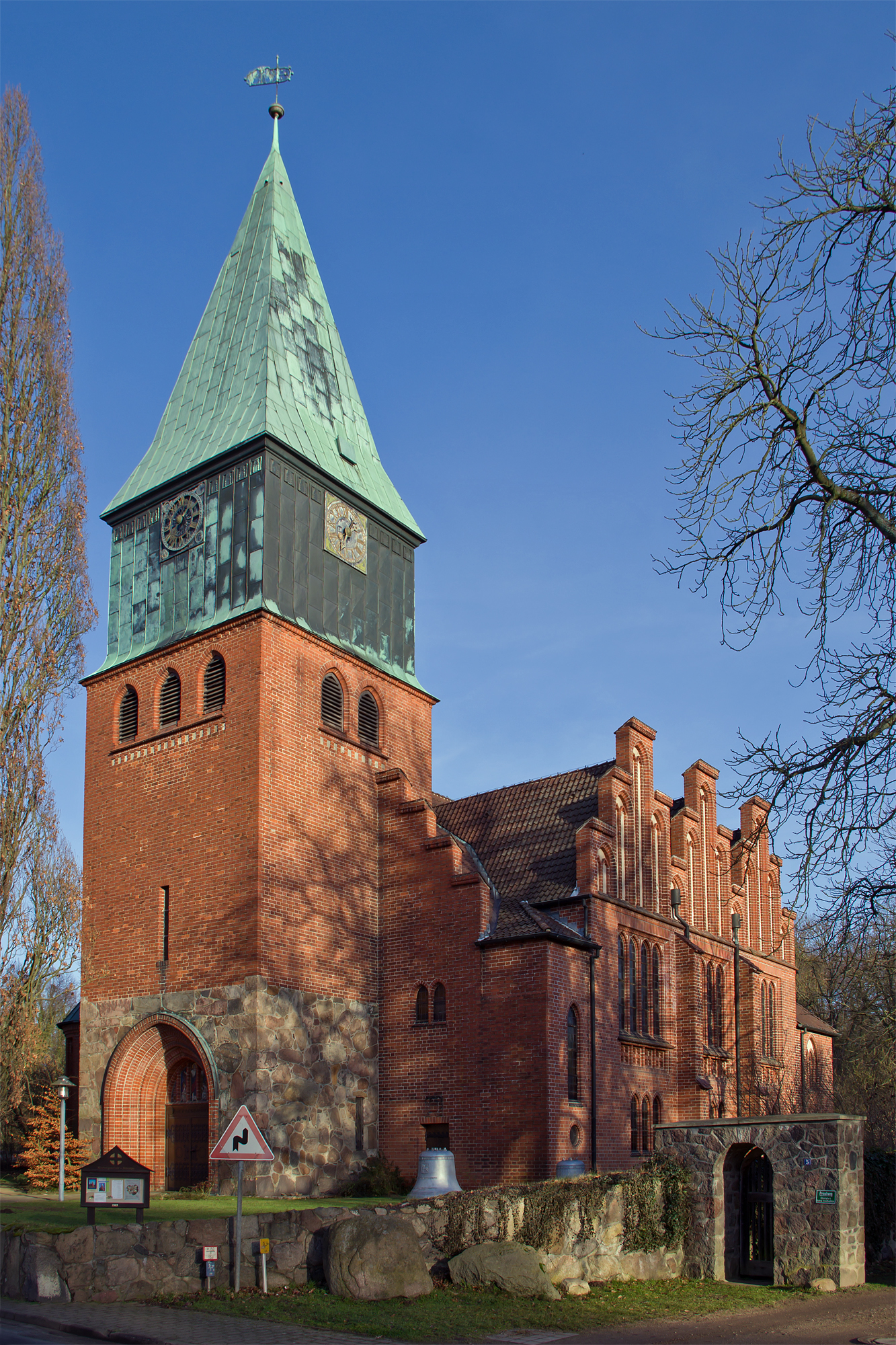
Kirche St. Michaelis in Schnega, 1912–1913
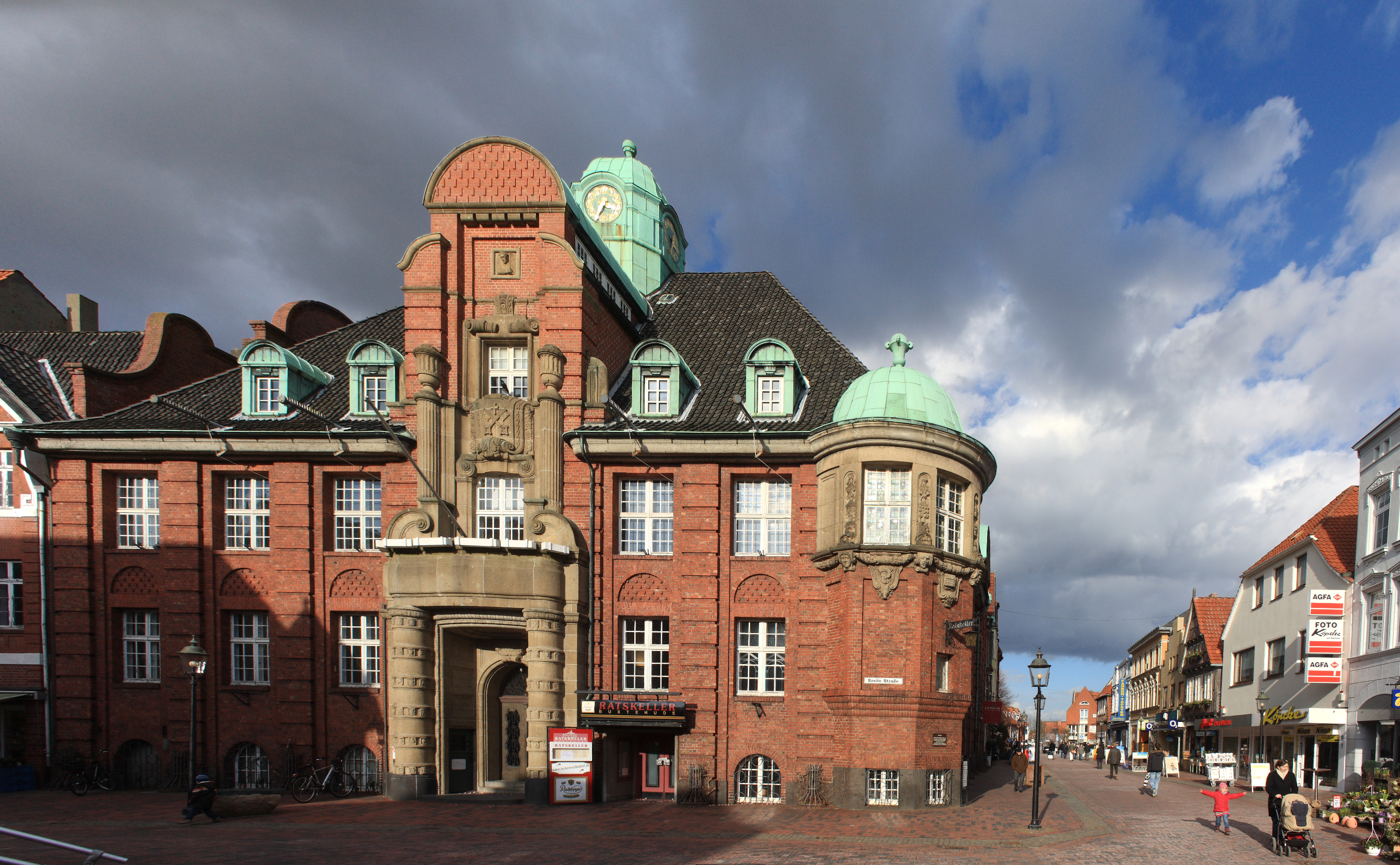
Rathaus Buxtehude, 1913–1914
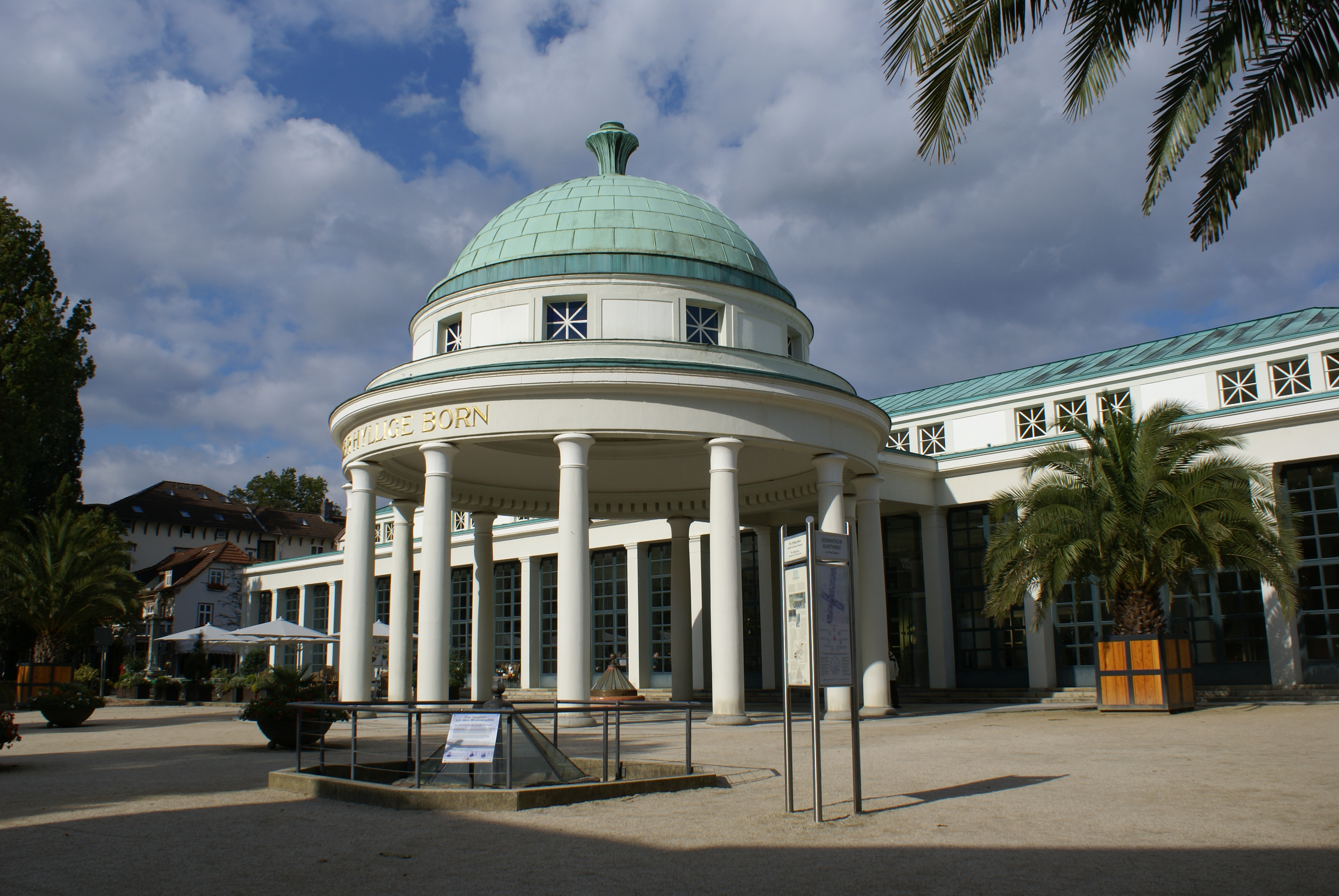
Brunnentempel und Wandelhalle in Bad Pyrmont, 1923–1924

## Schriften
- Einfamilien-Wohnhäuser für den Beamten-Wohnungsverein für Hannover und Umgegend. In: Deutsche Techniker-Zeitung, Zeitschrift für die sozialen und wirtschaftlichen Interessen der technischen Angestellten und Beamten, Organ des Bundes der Technischen Angestellten und Beamten, 19. Jahrgang 1902, Nr. 51 (vom 20. Dezember 1902), S. 652–655.
- Bilder aus meiner Tätigkeit, Bildband, Berlin: Ernst R. Laurig Verlagsanstalt, [circa 1914]; Zugang zum Digitalisat über die TIB – Leibniz-Informationszentrum Technik und Naturwissenschaften